# Edmund Rumpler
Pour les articles homonymes, voir Rumpler.
Edmund Rumpler (* 4 janvier 1872 à Vienne, Autriche ; † 7 septembre 1940 à Neu Tollow, Allemagne) était un ingénieur autrichien qui développa des avions et des automobiles. Il est connu en particulier pour sa voiture-goutte, la Rumpler Tropfenwagen.

## Biographie
Edmund Rumpler étudie à l'université technique de Vienne entre 1890 et 1895. Une fois diplômé, il commence une carrière dans l'industrie ferroviaire, comme concepteur de wagons et de machines à vapeur, puis glisse vers l'industrie automobile. En 1898 il est engagé comme ingénieur à la Allgemeinen Motor-Wagen-Gesellschaft Berlin (Société générale des automobiles de Berlin). Il passe très rapidement chez Daimler Motoren Gesellschaft en 1900, puis comme ingénieur principal chez Adlerwerken en 1902, à Francfort. Il y invente en 1903 l'essieu oscillant, et dirige la même année le bureau d'études où il contribuera à développer le premier moteur automobile proprement Adler. En 1906, il ouvre à Berlin son cabinet d'ingénierie qui deviendra en 1908 le siège de sa filière aéronautique.

### Aéronautique Rumpler

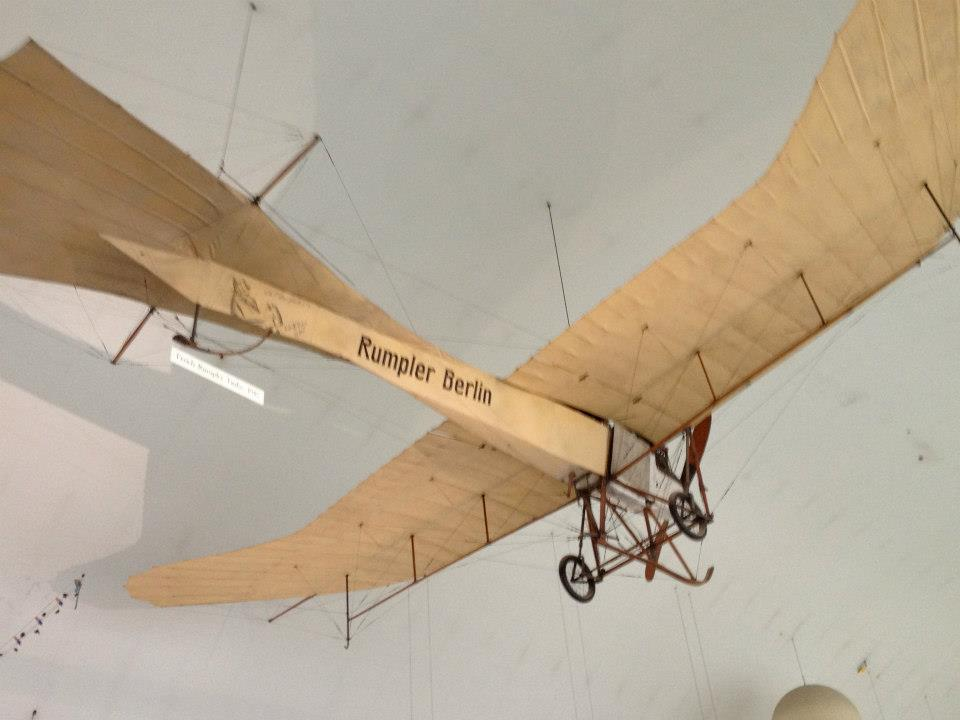
L'avion d'Edmund Rumpler.

L'entreprise aéronautique Rumpler Flugzeugwerke GmbH voit le jour à Berlin en octobre 1908. Il y développera quantité d'avions, à commencer par une copie du monoplan Taube (colombe) de l'Autrichien Ignaz Etrich en 1910. En 1912 il sortira le premier moteur allemand huit cylindres en V d'aviation. C'est la Première Guerre mondiale qui lui donnera l'occasion de développer son industrie, avec l'ouverture en 1918 d'une usine d'assemblage à Augsbourg, la Bayerische Rumpler-Werke AG, qui produira jusqu'à 1 400 appareils.

### La voiture-goutte
L'après-guerre est amère, les fortes restrictions imposées à l'industrie aéronautique allemande obligent Rumpler à se diriger vers l'automobile. La nécessité d'économiser sur les matériaux et l'énergie lui donnent l'idée d'une automobile à faible consommation. C'est alors qu'il développe la fameuse voiture-goutte (Tropfenwagen), dont la forme est censée lui conférer une aérodynamique efficace. Le corps en goutte est suspendu sur des roues à suspension indépendante animées par un moteur situé au centre-avant, avec une boîte de vitesses à trois rapport posée derrière. En dépit de nombreuses qualités, le véhicule sort des standards classiques. Sa démonstration au salon automobile allemand de Berlin en 1921 ne suscite que la curiosité. 100 modèles seulement seront produits, et Edmund Rumpler doit vendre ses derniers ateliers à l'avionneur Udet-Flugzeugwerke en 1926.
L'aspect futuriste de la Tropfenwagen lui vaudra de figurer (en maquette, mais aussi en épave enflammée par des manifestants) sur les autoroutes urbaines surélevées dans le film-culte d'anticipation Metropolis tourné par Fritz Lang en 1927.

### Camions Rumpler
En 1930 il s'associe avec le carrossier Lindner pour fonder la Rumpler-Lindner Vorntriebs-Gesellschaft mbH, un cabinet de génie mécanique dans la banlieue de Halle ainsi qu'à Berlin. Devant le développement du transport apparaît l'industrie des camions, parallèlement à l'ère des carrosseries aérodynamiques. Il inventera pour ces camions une ligne affinée, les  Stromlinien-LKW, et un système de châssis triple essieu à traction, avec double rotation. L'appellation Frontantrieb (traction) étant déjà déposée par DKW, Rumpler dépose son brevet d'un dispositif de traction sous le terme Vornantrieb (motricité avant). Son premier camion fut le Typ RuV 29, animé par un moteur Maybach 6 cylindres de 90 ch. Suivit un seconde camion beaucoup plus puissant, le Typ RuV 31, équipé d'un 12 cylindres en V de 150 ch pouvant atteindre 100 km/h. Ces deux véhicules lourds exceptionnels disposaient d'un double cardan pour transmettre la puissance aux roues avant et d'une carrosserie aux qualités aérodynamiques affinées. Le second bénéficiait de pneus Continental, seule compagnie à développer des pneus pour des vitesses supérieures à 100 km/h. La conception des camions va s'ouvrir à d'autres domaines d'application, avec la collaboration des carrossiers Gottfried Lindner à Halle, qui assemblera à Berlin une sorte de fourgon (LKW-Kastenwagen) avec l'usine Ambi-Budd-Presswerk du quartier de Johannisthal et Luchterhand & Freytag. Reconnaissables à leur profil aérodynamique, ils seront utilisés par les éditions Ullstein pour la distribution rapide des journaux, sous la désignation Zeitungs-Express-LKW.
En 1943 un bombardement détruit les usines de camions Rumpler. Quant à l'ingénieur, ses origines juives lui porteront préjudice durant la période nazie. Il sera interdit d'exercice dès les premières activités du régime.